# Isola di Bergeggi
Die Isola di Bergeggi ist eine kleine, italienische Insel rund 260 Meter vor der ligurischen Küste bei der Landzunge Punta Predani.

## Umwelt
Die Insel, die zur Riserva naturale regionale di Bergeggi (deutsch: Regionales Naturreservat Bergeggi) gehört, hat eine mittelhohe Felsküste, deren Felsen sich bis zu 53 Meter über das Ligurische Meer erheben.
Die Natur ist durch Gebüschformation der mediterranen Macchien gekennzeichnet. Auf den meerwasserbenetzten Felsen wächst Meerfenchel und der Strandflieder Limonium cordatum, neben Baum-Wolfsmilch (Euphorbia dendroides) und der Glockenblumenart Campanula sabatia.
Für den Meeresabschnitt im Umfeld der Insel ist die Aufnahme als Meeresschutzgebiet, laut einem Dekret vom 7. Mai 2007, geplant. Der Meeresgrund ist vom biologischen Standpunkt von besonderem Interesse.